# Gaby Papenburg
Gabriele „Gaby“ Papenburg (* 27. Februar 1960 in Walsrode) ist eine deutsche Fernsehmoderatorin.

## Leben
Nach dem Abitur studierte Gaby Papenburg in Bonn und Hamburg vergleichende Literaturwissenschaften und schloss das Studium als Magister artium ab.
Im Jahre 1984 absolvierte sie ein Volontariat beim deutschen Fernsehsender Sat.1 und arbeitete später als Redakteurin und Fernsehmoderatorin für die Fernsehsendung Sat.1 Blick. Ab 1987 präsentierte Papenburg zusätzlich das Sat.1-Frühstücksfernsehen und Liveübertragungen von Sportereignissen. Im Februar 1992 wechselte sie dann endgültig in die Sportredaktion von Sat.1. Sie ist als Anchorwoman der Fußballsendung ran bekannt. Seit 1993 gehört sie zum festen Moderatorenstamm des Senders und moderierte unter anderem die Magazine Sat.1 am Abend, Sat.1 am Mittag und Blitz. Seit Juni 2004 moderiert sie N24 Transportwelt – das Fernfahrermagazin bei N24. Von Oktober 2007 bis Januar 2009 moderierte Papenburg die Wochenendausgaben der Fernsehsendung Das Sat.1-Magazin. Außerdem moderierte sie von 2008 bis 2013 wieder vertretungsweise das Sat.1-Frühstücksfernsehen.  Von Januar 2013 bis September 2014 moderierte sie das wochentägliche Mittagsmagazin Gesund und lecker bei Sat.1 Gold, von Februar bis August 2014 zusätzlich das wöchentlich samstags ausgestrahlte Wellnessmagazin LebensLust.
Papenburg lebt mit ihrem Mann und ihren zwei Söhnen in Berlin. Sie ist die am längsten angestellte Mitarbeiterin von ProSiebenSat.1. Seit 1. November 2019 ist Papenburg Mitglied des Aufsichtsrats des THW Kiel. 2021 kandidierte sie für den Vorsitz des Berliner Fußball-Verbandes und unterlag gegen Amtsinhaber Bernd Schultz mit 33 zu 81 Stimmen.